# Narcisse-Achille de Salvandy
Narcisse-Achille de Salvandy (1796—1856) var en fransk statsmand og forfatter.